# Biserica de lemn din Moigrad

Latura de sud, intrările

Biserica de lemn din Moigrad, județul Sălaj era construită la începutul secolului al XVIII-lea, având hramul Sfinții Arhangheli Mihail și Gavriil. Pe parcursul existenței sale, biserica a cunoscut diferite modificări atât în ceea ce privește locul, fiind mutată odată cu schimbarea vetrei satului cât și sub aspect constructiv, locașul fiind extins un secol mai târziu prin adăugarea unui nou pronaos, cel vechi fiind cuprins în naos. Din păcate această biserică de lemn a ars complet într-un incendiu devastator la sfârșitul secolului XX. O nouă biserică s-a construit în anii următori prin eforturile sătenilor și cu ajutorul donațiilor generoase făcute de fiii satului plecați peste hotare.

## Vezi și

Detaliu de la absida bisericii de lemn, cu hramul Sfinții Arhangheli Mihail și Gavriil din Moigrad, județul Sălaj